# Gaganyaan
Gaganyaan även känd som ISRO Orbital Vehicle är en Indisk bemannad rymdfarkost under utveckling av Indian Space Research Organisation sedan 2006. Den kommer skjutas upp med en Geosynchronous Satellite Launch Vehicle Mk III raket.

## Historia
Utvecklingsarbetet startade 2006. Då var planen en farkost för två astronauter i ungefär samma storlek som den amerikanska Mercurykapseln. I mars 2008 beslutades att farkosten skulle ha plats för tre astronauter. 2009 meddelades att den första obemannade flygningen skulle genomföras år 2013. Datumet för första obemannade och senare bemannade uppskjutningar har senare skjutits fram flera gånger.
Den 18 december 2014 genomfördes ett test av farkostens värmesköld.
Den 5 juli 2018 genomfördes ett test av det räddningssystem som ska föra farkosten i säkerhet om något skulle gå fel under uppskjutningen.
Första obemannade flygningen av farkosten kommer göras 2024. Om den uppskjutningen går enligt plan kommer sedan en bemannad färd att genomföras under 2025.